# Nadi (Veda's)
In de klassieke yogaleer wordt een Nadi (meervoud: Nadi's) beschreven als een kanaal voor prana, of levensenergie. Men zou zich kunnen voorstellen, dat het totaal aan Nadi's binnen het menselijk wezen, de subtiele lichamen (Sanskriet: kosha's) doordringt op een wijze die vergelijkbaar is met hoe het totaal aan bloedvaten het fysieke lichaam doordringt. Deze notie is niet algemeen geaccepteerd in de Westerse wetenschap.

## Etymologie
Het woord nadi is afgeleid van de Sanskriete stam nad, wat "kanaliseren", "stromen", of "vloeien" betekent.

## Werking
Yogi's claimen dat de nadi's als subtiel-anatomisch stelsel ten grondslag liggen aan de manifestatie van het fysieke lichaam, en dat de energiestroming in dat stelsel alle fysiologische processen mogelijk maakt/aanstuurt.
Vergelijkbaar met het concept van nadi's, als kanalen voor prana, is het uit China stammende concept van  meridianen, die als kanalen dienen voor qi, hetgeen de Chinese benaming voor de universele levensenergie is.

## Belangrijkste nadi's

### Ida en pingala
De belangrijkste nadi's zijn shushumna, ida en pingala maar in oude yoga teksten wordt melding gemaakt van zo'n 72.000 grotere en kleinere energiekanalen binnen het menselijk wezen. De Ida en Pingala nadi's worden vaak gebruikt om te refereren aan de helften van de hersenen. Deze twee primaire nadi's, lopen van het mentale chakra (ter plekke van het hoofd) in een dubbele helix, tot aan het basischakra, in de bekkenbodem. Pingala is de extraverte nadi, de nadi van de zon (surya-nadi) of yamuna, en correspondeert met de linkerhersenhelft. Ida is de introverte nadi, de nadi van de maan (chandra-nadi) of ganga, en correspondeert met de rechterhersenhelft.

### Shushumna
Shushumna (soms sarasvati genoemd) is een fictief, "centraal" kanaal (een 'astrale buis'), dat ontstaat wanneer de stroming van energie binnen ida en pingala even sterk is, en er zodoende Sattva (staat van evenwicht/helderheid/zuiverheid), ontstaat binnen het menselijk wezen.
Kundalini, 'oerenergie of latente mystieke kracht in het lichaam', ligt aan de opening van de shushumna nadi op het hoofd van svayambhu linga. Svayambhu linga bevindt zich 'als een bloemknop' in een driehoekige agnikona (vuur-driehoek) tussen de anus en het voortplantingsorgaan. Kundalini wenst verenigd te worden met siva loka, 'de wereld van het absolute', maar 'ligt [in latente toestand, als een nautilus-schelp] opgerold als een slang in drie en een halve winding rond de lingam'. Kundalini kan worden 'gewekt' en beweegt zich dan omhoog door de drie nadi's van shushumna (vajra, chitrni en brahma nadi). Het gevolg is dat de leerling tot verlichting wordt gebracht. 
De drie belangrijkste nadi's (shushumna, ida en pingala) komen samen in het Ajna chakra (Oog van Shiva) tussen de wenkbrauwen. Als de 'zonnestralen' van de gewekte kundalini de chakra's beroeren, bloeien ze als bloemknoppen open.

## Oefening
Het geheel aan nadi's, wordt gestimuleerd door de beoefening van Pranayama, ofwel energiebeheersingsoefeningen. Deze oefeningen zou men kunnen vergelijken met fitness-training of bodybuilding, in die zin, dat zij de subtiele lichamen (kosha's) versterken en de beoefenaar meer en meer controle over c.q. bewustzijn van de energiestromingen geven.